# Hluboká nad Vltavou (stacja kolejowa)
Hluboká nad Vltavou – stacja kolejowa w miejscowości Hluboká nad Vltavou, w kraju południowoczeskim, w Czechach. Znajduje się na linii 190 Pilzno - Czeskie Budziejowice, na wysokości 385 m n.p.m..  

## Linie kolejowe
- 190: Pilzno – Czeskie Budziejowice